# Anastasia Kazakul
Anstasia Kazakul, née le 19 novembre 1982, est une fondeuse russe.

## Carrière
Elle débute en Coupe du monde en 2000. Elle obtient son premier podium dans un relais à Rybinsk en février 2011.

## Palmarès

### Coupe du monde
- Meilleur classement au général : 67e en 2006.
- Meilleure performance individuelle : 13e.
- 1 podium en relais.